# NGC 1803
NGC 1803 è una galassia a spirale barrata situata nella costellazione del Pittore, a una distanza di circa 198 milioni di anni luce dalla nostra Via Lattea.

## Scoperta
La galassia è stata scoperta il 28 dicembre 1834 dall'astronomo britannico John Herschel.

## Descrizione
NGC 1803 ha una classe di luminosità II-III e presenta una larga riga a 21 cm dell'idrogeno neutro.
Nella galassia sono presenti anche regioni di idrogeno ionizzato.
Secondo Soares e colleghi, NGC 1803 e ESO 203-019 (= PGC 16720) formano una coppia di galassie. La distanza dalla nostra Via Lattea di ESO 203-019 è stimata in 65,5 Mpc (214 milioni di anni luce), valore confrontabile con quello di NGC 1803.